# Dreissena polymorpha
El mejillón cebra (Dreissena polymorpha) es un molusco bivalvo de agua dulce y salobre. Se alimenta de plancton y materia orgánica en suspensión. Está incluido en la lista 100 de las especies exóticas invasoras más dañinas del mundo de la Unión Internacional para la Conservación de la Naturaleza.

## Descripción
Su concha tiene forma triangular con bandas amarillentas y pardo-oscuras en zig-zag y puede llegar a medir cinco centímetros en estado adulto. Forma densas colonias de miles de individuos por metro cuadrado sobre sustratos duros.
Valva derecha e izquierda del mismo animal:

Valva derecha
Valva izquierda

## Distribución y carácter invasivo
Es originario de los mares Caspio, Aral y Negro. A partir del siglo XIX se extendió por Europa central con la navegación fluvial y en 1985 llegó a América del Norte, a los Grandes Lagos, desde donde se ha extendido por la cuenca del Misisipi hasta el Caribe. Actualmente se encuentra en un proceso de expansión y está colonizando aguas dulces en Europa, Asia y Norteamérica, causando enormes pérdidas económicas.[cita requerida]
En España, debido a su potencial colonizador y constituir una amenaza grave para las especies autóctonas, los hábitats o los ecosistemas, esta especie ha sido incluida en el Catálogo Español de Especies Exóticas Invasoras, aprobado por Real Decreto 630/2013, de 2 de agosto.

### Reproducción e invasión del hábitat
Fuera de su zona de origen, se puede considerar una especie invasora que tiene serias consecuencias para el medio natural pues produce graves daños en el ecosistema por la eliminación o desplazamiento de especies autóctonas amenazadas, lo que supone un empobrecimiento del patrimonio natural. También causa daños en infraestructuras ajenas al agua como depósitos, embarcaciones, motores, turbinas, etc. Coloniza tuberías y conducciones de agua poniendo en peligro el abastecimiento agrícola, industrial y de los núcleos urbanos, pues tapona las conducciones y obstruye los filtros.

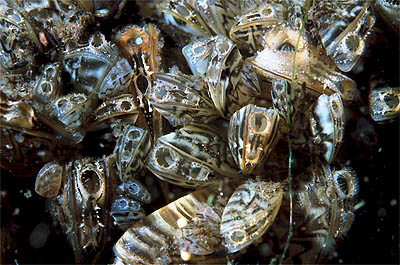
Mejillón cebra.

La base del daño ocasionado por el mejillón cebra radica en su rápida proliferación (la presencia de un ejemplar adulto aguas arriba supone el vertido al cauce de un millón de larvas: es un claro «estratega de la reproducción»), que puede tener dos ciclos reproductivos al año (primavera y otoño, aproximadamente). La extraordinaria resistencia del molusco a la temperatura, salinidad, presencia de cloro (lo que en la práctica supone que para eliminarlo en sistemas abiertos se eliminaría también a la casi totalidad de los habitantes del ecosistema) y el sistema de crecimiento en colonias, creciendo unos individuos sobre los otros por lo que rápidamente colmatan, atoran e inutilizan tuberías, bombas, depósitos, filtros...
Se habla en ocasiones de los efectos beneficiosos del mejillón cebra, a veces muy valorado en zonas del norte de Europa, como clarificador de las aguas. Las grandes colonias de este animal, y su gran capacidad de filtrado —hasta 8,5 l al día— hacen que descienda de manera muy importante la turbidez de las aguas. Estos efectos beneficiosos siempre han suscitado una gran controversia, y en todo caso no dejan de ser una alteración producida en el ecosistema por una especie invasora.

La lucha contra el mejillón cebra se ha centrado hasta el presente fundamentalmente en evitar su proliferación. Es un hecho que no se ha podido expulsar de las zonas que ha colonizado, y si bien su número tiende a descender tras la primera invasión y estabilizarse rápidamente, no suele quedar más alternativa que la convivencia con el molusco y su lucha y erradicación de los sistemas cerrados, por métodos agresivos.
En el caso del mejillón cebra, tanto el impacto ecológico como el impacto económico que supone su control son enormes. La prevención de la invasión de nuevas áreas y el control de su expansión en sistemas cerrados ya ocupados, provoca gastos importantísimos y en continuo crecimiento. Probablemente la estrategia más eficaz hasta la fecha contra su dispersión haya sido la divulgación del conocimiento de la plaga y sus efectos, y las medidas profilácticas.

### La introducción del mejillón cebra en el Ebro

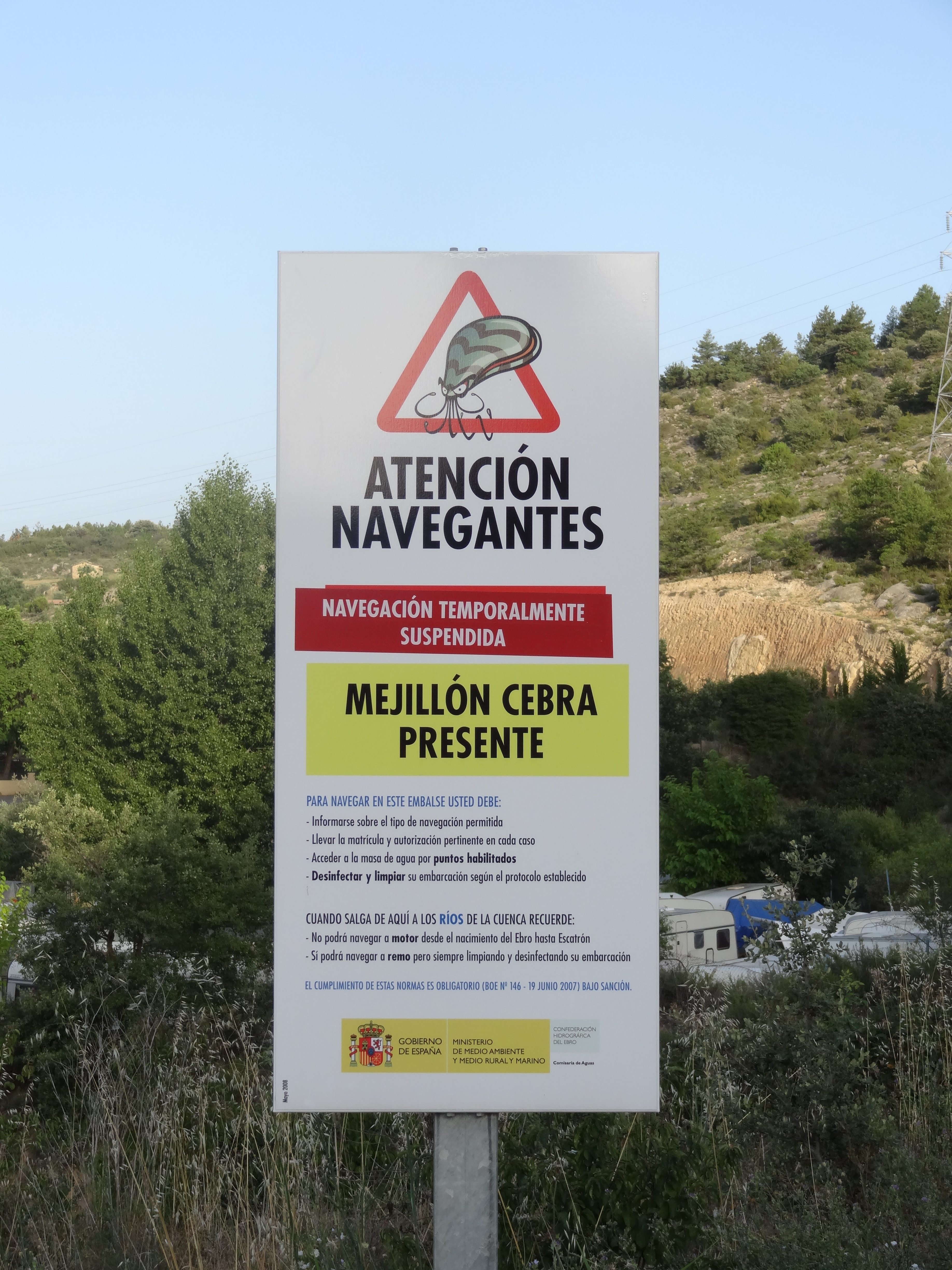
«Atención navegantes, mejillón cebra presente», Presa de Talarn

El mejillón cebra se introdujo en las aguas del Ebro y se adaptó con éxito al nuevo hábitat, llegando a constituir una verdadera plaga. Por este motivo, los temores sobre la posible invasión de este molusco se han hecho realidad cuando en agosto del 2001 un grupo de malacólogos de Cataluña, especialistas en náyades y un grupo de naturalistas de Flix (Tarragona) detectaron su presencia en el bajo Ebro, desde Xerta hasta el embalse de Ribarroja.
Los primeros datos conocidos de esta especie en el Ebro (septiembre del 2001) daban la cifra de unos 500 mejillones cebra por m²,[cita requerida] su elevadísima capacidad de reproducción (cada adulto puede originar una descendencia de 1,5 millones de ejemplares por temporada) lo convierte en un agente de cambio ecológico radical ya que disminuye la concentración de fitoplancton en el agua y altera completamente la cadena trófica de los ríos. Evitar su diseminación hacia otros ríos ibéricos es la máxima prioridad.
Después se ha detectado su presencia en otras cuencas mediterráneas, como las del Júcar y Segura y en tramos más altos del Ebro, hasta el embalse de Sobrón, entre las provincias de Burgos y Álava, llegando a la vertiente cantábrica en Vizcaya en 2011 (Embalse de Undurraga en Arratia).
En la cuenca del río Ebro, el molusco ha bloqueado e inutilizado numerosas infraestructuras, obligando a realizar abundantes y costosas operaciones de limpieza. Detectado también en el Júcar, se teme que su expansión provoque graves daños en la economía agraria a escala nacional si se extiende a la cuenca de los demás ríos.

### Lucha contra la especie
Dada su gran peligrosidad, se han desarrollado varias técnicas para combatir las larvas de mejillón cebra. Las más comunes son los sistemas mecánicos (filtros); químicos (cloro); térmicos (el mejillón no resiste más de 38 °C) y sónicos. Pronto se iniciaron otras investigaciones para combatir el mejillón cebra a gran escala. Una de ellas, realizada por la Universitat Politécnica de Valencia en Alcoy desde 2008, con financiación del Ministerio de Medio Ambiente, pretendía identificar un reactivo químico que fuera poco agresivo con otras especies y con el resto de ecosistemas, pero capaz de acabar con la resistencia del mejillón cebra.
El oxidante elegido es una mezcla de agua oxigenada con sales de hierro potenciada por la luz del sol. Hay que trabajar para definir las dosis más apropiadas y su coste económico, así como avanzar en su posible aplicación realizando ensayos en el regadío. Es letal para el mejillón cebra, pero debe ser inocuo para el resto de especies.[cita requerida]
Otra posible solución contra el mejillón cebra es el ozono.[cita requerida]